# Patricia Moody
Patricia Moody (* um 1945, geborene Patricia Espley) ist eine kanadische Badmintonspielerin. 

## Karriere
Patricia Moody gewann 1966 die kanadischen Meisterschaften im Mixed mit Yves Paré. Im Folgejahr verteidigten sie den Titel. 1967 siegte sie auch sowohl bei den kanadischen Meisterschaften als auch bei den Canadian Open im Damendoppel mit Jean Miller. 1968 und 1970 gewann sie drei weitere nationale Titel im Damendoppel und im Mixed.

## Sportliche Erfolge
| Saison | Veranstaltung                 | Disziplin   | Platz | Name                            |
| ------ | ----------------------------- | ----------- | ----- | ------------------------------- |
| 1966   | Kanada: Einzelmeisterschaften | Mixed       | 1     | Yves Paré / Patricia Espley     |
| 1967   | Kanada: Einzelmeisterschaften | Damendoppel | 1     | Patricia Moody / Jean Miller    |
| 1967   | Canadian Open                 | Damendoppel | 1     | Patricia Moody / Jean Miller    |
| 1967   | Kanada: Einzelmeisterschaften | Mixed       | 1     | Yves Paré / Patricia Moody      |
| 1968   | Kanada: Einzelmeisterschaften | Damendoppel | 1     | Jean Miller / Patricia Moody    |
| 1970   | Kanada: Einzelmeisterschaften | Mixed       | 1     | Yves Paré / Patricia Moody      |
| 1970   | Kanada: Einzelmeisterschaften | Damendoppel | 1     | Nancy McKinley / Patricia Moody |